# Lingua bulgara media

Tetraevangelios del Zar Giovanni Alessandro.

La lingua bulgara media è un periodo nello sviluppo della letteratura e della lingua bulgara e copre il periodo dal 13 ° secolo al 17 ° secolo.
È collegato al Secondo Impero bulgaro e prosegue dopo la fine in Valacchia e Moldavia. Dal XVII secolo fino all'Illuminismo, la moderna lingua bulgara si formò gradualmente ai tempi dei damaskini. Alla fine del XVIII secolo, in occasione di Dizionari comparativi di tutte le lingue e dialetti, il fondatore degli studi slavi Josef Dobrovský criticò August Ludwig von Schlözer per aver separato la lingua bulgara dalla lingua slavo-serba della Vojvodina.
La lingua bulgara media è una lingua diversa dall'Antico bulgaro, che adattato alla liturgia è anche chiamato Lingua slava ecclesiastica.